# Спілка митців Онтаріо

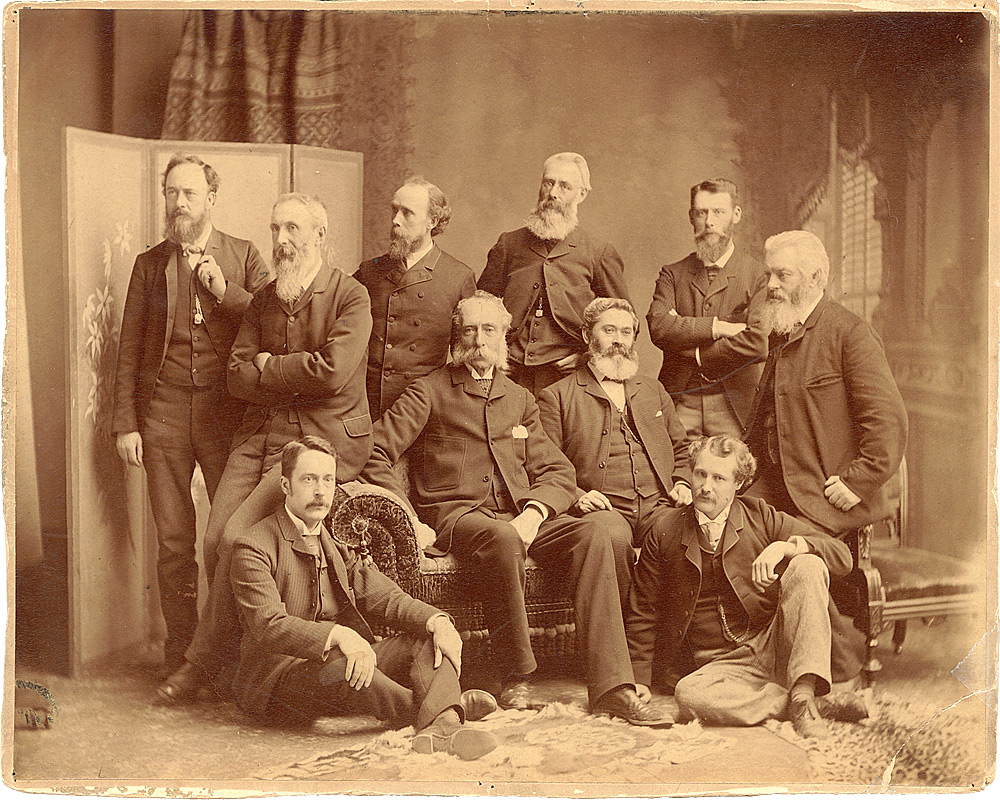
Члени Спілки митців Онтаріо (1889)

Спілка митців Онтаріо (Ontario Society of Artists, OSA ) -- мистецька громадська організація, заснована в 1872 році. Це найстаріше безперервно діюче професійне мистецьке об'єднання Канади. Коли спілка була заснована в домі Джона Артура Фрезера, там було присутніх семеро митців. Крім самого Фрезера, там були, серед інших, Мармадюк Метьюз і Томас Мауер Мартін. Шарлотта Шрайбер була першою жінкою-членкинею Спілки у 1876 році і показала роботу на щорічній виставці Товариства того року.
Перелік цілей, складений керівником-засновником, включав «розвиток оригінального мистецтва в провінції, проведення щорічних виставок, формування художньої бібліотеки, музею та школи мистецтв». На посаду президента Спілки був запрошений відомий бізнесмен Вільям Голмс Говленд.

## Сприяння розвитку мистецтва
OSA в перші роки свого існування мала великий вплив на розвиток мистецтва в Онтаріо, якщо не в усій Канаді. Про її щорічні виставки регулярно писали головні газети Торонто, які пильно стежили за розвитком її митців та їхньою роботою. Наприклад, Evening Telegram у Торонто в травні 1880 року з гордістю повідомляв, що олійний живопис на щорічній виставці продемонстрував «найзначніший і приємний прогрес». Проте з появою інших організацій, таких як Канадський мистецький клуб у 1907 році, і особливо Групи сімох у 1920 році, а також розвиток державних і приватних галерей, її щорічні виставки стали привертати менше уваги.
Тим не менш, щорічні виставки OSA, від першої до останньої, були місцем, де художники могли продавати свої роботи та спілкуватися. Він організував Торонтонську гільдію громадського мистецтва, яка передбачала розпис стін, і, у свою чергу, призвела до Товариства декораторів фресок. Він організовував безкоштовні лекції з окремих мистецьких жанрів, а пізніше організовував публічні заходи, щоб робити промоцію митцям Онтаріо та творити форум для митців-початківців. У різні часи члени Спілки проводили менторські програми для митців. Сьогодні OSA проводить кожні два роки виставки нових митців і щорічні відкриті конкурси, мета обох події -- підтримувати та надихати мистецтво та митців по всьому Онтаріо.

## Мистецькі виставки
Перша виставка відбулася в художніх галереях Notman & Fraser у Торонто в квітні 1873 року. Спілка продовжує проводити щорічні регулярні та окремі спеціальні заходи. OSA має щорічну виставку вибраних робіт членів, на якій демонструється мистецтво членів, які вирішили взяти участь. Серед галерей, широко залучених до діяльності OSA, включає галерею Джона Б. Ейрда, галерею Паперової фабрики в Тодморден-Міллс і галерею творчого центру Нейлсон-Парк. З 2019 року OSA також показує свої виставки онлайн у галереях на своєму веб-сайті.

## Галерея
Лише в 1900 році Спілка змогла створити художній музей, а після смерті місіс Ґолдвін Сміт з Ґрейнджа в 1909 році було виявлено, що вона заповіла своє майно художньому музеєві. Він починався під назвою Художній музей Торонто, а зараз є Художньою галереєю Онтаріо. Музей почав використовувати публічну бібліотеку Торонто на Коледж-стріт для експонування своєї колекції. Так було від 1910 до 1919 років. У бібліотеці проходили також щорічні виставки Спілки. Коли в 1920 році була відкрита нова галерея Художнього музею Торонто, Товариство почало проводити свої щорічні виставки в новій Художній галереї Онтаріо. Це місце проведення щорічної виставки проіснувало до 1967 року.

## Школа мистецтв
Спілка була стурбована відсутністю художньої освіти в Онтаріо. Інститут механіки забезпечував базові заняття з технічних предметів, але навчання мистецтву обмежувалося приватними уроками вдома чи в майстернях визнаних художників. У 1876 році Спілка отримала ґрант у розмірі 1000 доларів США. Ґрант дозволив відремонтувати орендовані приміщення за адресою 14 King Street West для створення класів художньої школи, а залишок використати як приміщення для галереї. Скромні класні кімнати Школи мистецтв Онтаріо відкрились 30 жовтня 1876 року. Набір склав 25 учнів.
Хоча школа продовжувала процвітати, її фінансове становище було непевним, оскільки Спілка не могла забезпечити собі стабільного фінансування від уряду. У 1883 році нова домовленість між Спілкою і урядом призвела до того, що школа переїхала в будівлю Торонтонської нормальної школи в Сент-Джеймс-сквері, де зараз розташований Метрополійний університетТоронто. До 1884 року стосунки Спілки з урядом зіпсувалися. Віце-президент Спілки та президент Канадської королівської академії Луціус Річард О'Браєн подав у відставку. Його роздратування проглядає в словах заяви про звільнення:
 
|  | Я молю про відставку з посади члена Ради Школи мистецтв Онтаріо. Вчителювання блокується і вчителі обмежені [в роботі] незаконними умовами і обмеженнями, а будь-які спроби покращення відкидаються представником Уряду в Раді, або прямо, або через опосередкований вплив. Я відмовляюсь брати відповідальність за шкоду, спричинену вже і ту, яка далі спричиняється таким курсом. |

.
Спілка припинила свою педагогічну діяльність до 1890 року. Зусилля Спілки зрештою увінчалися успіхом із розвитком установи, відомої зараз як Університет OCAD.

## Члени
Початкове членство включало представників різних професій образотворчого мистецтва. Багато видатних митців Онтаріо належали до OSA. Записки перших членів і предмети, пов'язані з діяльністю Спілки, зберігаються в Архіві провінції Онтаріо. Нині Спілка налічує понад 200 митців.
До складу OSA входили:
- Том Томсон (1877-1917)
- Кеннет Форбс (1892-1980)
- Гамільтон Маккарті (1846-1939)
- Бетті Мочізукі (нар. 1929)
- Байрон Едмунд Вокер (1848-1924)
- Дж. Е. Г. Макдональд (1873-1932)
- Гомер Ватсон (1855-1936)
- Артур Лісмер (1885-1969)
- А. Я. Джексон (1882-1974)
- А. Дж. Кессон (1898-1992)
- Франклін Арбакл (1909-2001)
- Е. Б. Кокс (1914-2003)
- Дора де Педері-Гант (1913-2008)
- Доріс Маккарті (1910-2010)

## Почесті
Завдяки успішній кампанії проти вирубки, очолюваній А. Й. Джексоном, озеро в нинішньому провінційному парку Кілларні в Онтаріо в 1933 році було названо озером OSA (раніше воно називалося Траут-Лейк) на честь Спілки митців Онтаріо. Озеро OSA можна знайти за координатами 46°03′15″ пн. ш. 81°24′01″ зх. д. / 46.0542° пн. ш. 81.4002° зх. д..

## Зовнішні посилання
- - Ontario Society of Artists - Official Website
  - The Ontario Society of Artists and the Government of Ontario Art Collection, online exhibit on Archives of Ontario website
  - Ontario Society of Artists fonds, Archives of Ontario